# Cu ușile închise
Cu ușile închise (Huis Clos) este o piesă de teatru existențialistă într-un act din 1944 de Jean-Paul Sartre despre trei personaje care se trezesc într-o cameră misterioasă fără oglinzi. Piesa de teatru este o ilustrare a vieții de apoi, în care trei personaje decedate sunt pedepsite prin faptul că sunt închise într-o cameră împreună pentru eternitate și își reproșează unul altuia păcatele comise în viață.
Titlul original este echivalentul francez al termenului legal în latină in camera, care se referă la o discuție privată în spatele ușilor închise. Cu ușile închise a fost interpretată pentru prima dată la Théâtre du Vieux-Colombier în mai 1944. Piesa este sursa celebrului dicton al lui Sartre „L’enfer, c'est les autres” sau „Iadul sunt ceilalți”, o referire la ideile lui Sartre despre aspectul și lupta ontologică perpetuă de a fi determinat să se vadă pe sine ca obiect din viziunea unei alte conștiințe.

## Prezentare
Trei personaje se găsesc după moartea lor în aceeași cameră: un salon în stil Napoleon al III-lea, pe cămin o statuetă de bronz, lampă electrică, trei canapele. 
Personajele sunt Garcin (din Rio), publicist și om de litere, Inès  și Estelle (din Paris). Nu se cunosc, provin din medii foarte diferite, nu împărtășesc aceleași credințe, nu au aceleași gusturi.
În această cameră începe un proces închis în care fiecare dintre cele trei personaje judecă și este judecat pentru faptele care alcătuiesc existența lor. Jean-Paul Sartre ne descrie aici „iadul său” , în care nu există nici călău, nici instrumente de tortură fizică: „iadul sunt ceilalți oameni”.
Această propoziție explică că viața „se simte, este percepută” prin intermediul celorlalți; prin indivizii care ne fac conștienți de noi înșine, de trista realitate umană. Cei trei protagoniști se luptă constant să scape de situația lor, dar din Iad nu mai scapă nimeni.
Această piesă este formată dintr-un singur act cu cinci scene, ultima scenă fiind mai lungă.

### Scena 1
Garcin, mort, ajunge  în iad. El intră însoțit de băiatul de serviciu într-un salon, în stilul Napoleon al III-lea. Garcin îl întreabă pe băiatul de la etaj unde sunt țepile, obiectele de tortură, dar acestea nu există, apoi băiatul de serviciu pretinde că toți „clienții” săi sunt la fel: toți întreabă unde le este periuța de dinți și unde sunt oglinzile. Garcin susține că nu se teme. Băiatul pleacă.
Această scenă de expoziție este surprinzătoare, deoarece nu răspunde la niciuna dintre întrebările spectatorului. Personajele apar pe scenă pentru a afla detaliile necesare înțelegerii sale.

### Scena 2
Garcin este singur și îl sună în zadar pe băiat.
Garcin este singur și încearcă să vorbească cu băiatul și să iasă din acest loc.

### Scena 3
Inès intră în cameră. Confuză, ea îl întreabă pe Garcin unde se află Florence și crede că acesta este călăul Iadului. Garcin îi explică că nu o cunoaște pe Florence și că amândoi sunt „în aceeași barcă”.

### Scena 4
Estelle intră în cameră și îl determină pe Garcin să-i explice situația, chiar dacă nu se confruntă cu realitatea și preferă să se îngrijoreze de culoarea canapelelor care nu s-ar asorta cu hainele ei.

### Scena 5
În cea de-a cincea scenă, aflăm mult mai multe despre caracterul fiecăruia dintre personaje; înțelegem și motivele sosirii lor în iad.
Estelle a murit de pneumonie; Inès prin intoxicație cu monoxid de carbon; și Garcin a primit douăsprezece gloanțe în piept. Estelle se întreabă de ce sunt alcătuite astfel camerele și dacă se cunosc. Garcin crede că totul este întâmplător, Inès este convinsă de o oarecare premeditare; Estelle continuă să se prefacă că nu a făcut nimic și că sosirea ei este cu siguranță o greșeală. Ea susține că a fost întotdeauna fără cusur, precum Garcin.
După multe discuții, Garcin își propune să spună adevărul și astfel aflăm motivele pentru care cele trei personaje se află în iad. Garcin este un trădător și și-a torturat soția. A avut o amantă cu care a făcut dragoste înaintea ochilor soției sale. Inès mărturisește că a avut o aventură cu Florence, soția vărului său și că a împins-o pe cea din urmă pe șine. După aceste evenimente, cele două femei s-au trezit în stare de ebrietate. 
Estelle neagă întotdeauna că a făcut ceva reprobabil. Cu toate acestea, dezvăluie că era însărcinată cu Roger. Iar când s-a născut copilul, l-a aruncat într-un lac. În disperare, în urma acestui eveniment, Roger s-a sinucis.
Inès are o viziune: un cuplu care locuiește în vechea lor cameră; fac dragoste. Între timp, Estelle o vede pe Olga, cea mai bună prietenă a ei și pe iubitul ei, Pierre, dansând împreună. După aceea, Estelle îi cere lui Garcin să-l sărute, dar în acest moment Garcin este prins și într-o viziune în care își aude vechii prieteni care îl numesc laș. Când Garcin vrea să părăsească camera, nu poate pleca. Toți observă că trebuie să rămână acolo pentru totdeauna și că tortura în iad este tortura nu fizică, ci psihologică din partea altora.

## Personaje
- Joseph Garcin
- Inèz Serrano
- Estelle Rigault

## Adaptări

### Film
- Huis clos (1954), regia Jacqueline Audry, cu Arletty ca Inès Serrano, o lesbiană; Gaby Sylvia ca Estelle Rigaud, o criminală, Franck Villard ca Joseph Garcin, un netrebnic[5]
- No Exit (1962) sau Sinners Go to Hell, regia Tad Danielewski, cu Morgan Sterne ca Garcin, Viveca Lindfors ca Inez și Rita Gam ca Estelle[6]
- No Exit (2006), regia Etienne Kallos, cu Daniel T. 'Sweetie' Boothe ca Inez, Brad Coolidge ca Eric, John Kudan ca Garcin

### Televiziune
- No Exit (Piesa săptămânii 1961), cu Dane Clark ca Garcin, Colleen Dewhurst ca Inèz, Diana Hyland ca Estelle
- In Camera (BBC, 1964), adaptare TV, regia Philip Saville, cu Harold Pinter ca Garcin
- Vicious Circle (BBC 1985) cu Omar Sharif, Jeanne Moreau și Cherie Lunghi

## Legături externe
- Cu ușile închise la Teatrul Național „Ion Luca Caragiale” din București
- INCHIS - adaptare dupa Jean-Paul Sartre - Cu ușile închise, youtube.com. Regia: Theodor Halacu-Nicon. Cu: Irina Enache, Iulian Ilinca, Florin Kevorkian. Scenografia: Maxim Corciova

## Vezi și
- Listă de piese de teatru franceze
- Iadul în ficțiune